# Gustavo Giagnoni
Gustavo Giagnoni (* 23. März 1932 in Olbia; † 7. August 2018) war ein italienischer Fußballspieler und -trainer. Als Spieler war Giagnoni vor allem bei der AC Mantova aktiv, später coachte er neben Mantova unter anderem die AC Turin, die AC Mailand sowie die AS Rom.

## Spielerkarriere
Gustavo Giagnoni begann seine fußballerische Laufbahn beim ortsansässigen Verein US Olbia, wo er zunächst in der Jugend und daraufhin von 1954 bis 1955 in der ersten Mannschaft spielte. 1955 wechselte er zur AC Reggiana in die IV Serie, damals die vierthöchste italienische Fußballliga. Nachdem im ersten Jahr die Meisterschaft in dieser Spielklasse gelungen war, agierte Giagnoni im darauffolgenden Jahr drittklassig für die AC Reggiana. Allerdings war er bei dem Verein kein Stammspieler und kam so in zwei Jahren im Ligabetrieb auf nur zwölf Einsätze.
1957 schloss sich Gustavo Giagnoni der AC Ozo Mantova an, der gerade aufgrund finanzieller Unterstützung eines potenten Sponsors im Aufschwung war. Gleich in seiner ersten Saison in Mantua gelang Giagnoni mit seinem Team der Aufstieg in die Serie C, nachdem man die Girone B der vierten Liga als Erster beendet hatte. In der dritten Liga angekommen, setzte sich der Vormarsch von Ozo Mantova reibungslos fort. Am Ende der Saison belegte man den ersten Platz der Girone A, punktgleich, aber mit der besseren Tordifferenz gegenüber der AC Siena, und stieg in die Serie B auf. Auch in der zweithöchsten Spielklasse sorgte Giagnoni mit Ozo Mantova für Furore, als Neuling belegte man 1959/60 sogleich den fünften Rang und verfehlte den dritten Aufstieg in Serie nur um acht Punkte gegenüber dem CC Catania. In der zweiten Zweitligasaison gelang schließlich zum ersten Mal in der Vereinsgeschichte mit dem späteren italienischen Nationaltrainer Edmondo Fabbri der Aufstieg in die Serie A. Vorausgegangen war dem ein zweiter Platz in der Serie B 1960/61, einzig hinter der AC Venedig. Der Abwehrspieler Giagnoni war auch dabei, als Ozo Mantova 1961/62 bei seinem Serie-A-Debüt einen überraschenden neunten Tabellenplatz belegte und dabei neun Punkte Vorsprung auf den ersten Abstiegsrang hatte. Damals mit Spielern wie dem Schweizer Anton Allemann, dem Brasilianer Angelo Sormani oder Torhüter William Negri ausgestattet, ist dies bis heute die beste Platzierung, die der mittlerweile in Mantova FC umbenannte Verein jemals in der Serie A erzielt hatte. Auch 1962/63 und 1963/64 konnte unter dem neuen Trainer Nándor Hidegkuti mit den Plätzen zwölf und dreizehn der Klassenerhalt erreicht werden.
Nach 200 Ligaspielen und 32 Toren für Ozo Mantova wechselte Gustavo Giagnoni im Sommer 1964 für ein Jahr zurück zur AC Reggiana, die mittlerweile zweitklassig spielte. Beim Erreichen des elften Platzes in der Serie B 1964/65 steuerte Giagnoni 37 Einsätze bei und erzielte dabei ein Tor. Danach kehrte der Verteidiger nach Mantua zurück, das soeben aus der Serie A abgestiegen war. Als Dritter der Serie B 1965/66 gelang unter Trainer Giancarlo Cadè die direkte Rückkehr in die Erstklassigkeit. Allerdings hatte sich der Ölkonzern Ozo, der mit starken Geldleistungen mitverantwortlich war für den wachsenden sportlichen Erfolg des Mantuaer Vereins, bereits Anfang der 1960er-Jahre zurückgezogen, wodurch die finanziellen Möglichkeiten des nunmehr AC Mantova heißenden Klubs schrumpften. Dennoch gelang mit einem erneuten neunten Platz der Klassenerhalt in der Serie A 1966/67. Nach Ende der Saison 1967/68 rutschte der Verein als Tabellenletzter in die Zweitklassigkeit ab. Nach diesem Abstieg beendete Gustavo Giagnoni seine fußballerische Laufbahn im Alter von 36 Jahren. Zuvor hatte er in insgesamt 295 Ligaspielen für die AC Mantova auf dem Platz gestanden und belegt noch heute einzig hinter Manuel Spinale und Mirko Bellodi den dritten Platz in der Rangliste der Spieler mit den meisten Einsätzen für den Klub.

## Trainerkarriere
Nach dem Ende seiner Laufbahn als aktiver Fußballspieler war Gustavo Giagnoni zunächst einige Monate lang Assistent von Umberto Mannocci bei seinem alten Verein AC Mantova, ehe er im Januar 1969 dessen Nachfolge als Cheftrainer antrat. Mit Giagnoni als Trainer wurde der Klassenerhalt in der Serie B 1968/69 noch erreicht. Im Jahr darauf waren die Leistungen der AC Mantova erheblich besser und die Spielzeit wurde auf dem vierten Platz abgeschlossen, nur einen Punkt hinter dem dritten Aufsteiger CC Catania. Die Serie B 1970/71 beendete Mantova unter Trainer Giagnoni auf dem ersten Platz vor Atalanta Bergamo und der US Catanzaro, was zum Aufstieg in die Serie A berechtigte. Bis heute ist dies der letzte Aufstieg des AC Mantova in die erste italienische Fußballliga.
Giagnoni wurde im Sommer 1971 Nachfolger von Giancarlo Cadè bei der AC Turin und arbeitete in dieser Funktion bis 1974. Gleich im ersten Jahr wurde der dritte Platz belegt, mit nur einem Punkt Rückstand auf den neuen italienischen Meister Juventus Turin. In den beiden Folgejahren belegte man den sechsten bzw. fünften Tabellenplatz. Nach zwanzig Spieltagen in der Serie A 1973/74 wurde Gustavo Giagnoni entlassen und durch Edmondo Fabbri ersetzt. Ein paar Monate später übernahm er den vakanten Trainerposten bei der AC Mailand, konnte den Verein aber nur auf Platz fünf der Serie A führen. Im gleichen Jahr erreichte man das Endspiel der Coppa Italia, wo man der AC Florenz 2:3 unterlag. Nach Saisonende trennten sich Verein und Trainer wieder und Gustavo Giagnoni legte eine einjährige Pause vom Ligabetrieb ein. Zur Saison 1976/77 stellte ihn der FC Bologna als Nachfolger von Bruno Pesaola vor. Da nur knapp der Klassenerhalt gelang, trennte sich der Verein wieder von Giagnoni. Von 1977 bis 1978 war er als Trainer der AS Rom aktiv. Nachdem die erste von beiden Spielzeiten auf Platz acht noch mit einem Mittelfeldrang abgeschlossen worden war, befand sich die Roma 1978/79 bis zum Saisonende im Abstiegskampf, wo man sich am Ende knapp behaupten konnte. Gustavo Giagnoni war bereits nach sechs Spieltagen entlassen worden, sein Nachfolger war Ferruccio Valcareggi. 
Ab 1979 begannen für Giagnoni Jahre der relativ kurzen Engagements sowohl bei Erst- als auch bei Zweitligisten. Pescara Calcio konnte er in der Serie A 1979/80 nicht zum Klassenerhalt führen, die Mannschaft wurde mit gerade einmal sechzehn Punkten Letzter. Die Tätigkeit bei Udinese Calcio von 1980 bis 1981 endete mit Platz zwölf und dem knappen Klassenerhalt aufgrund des besseren Tordifferenz gegenüber Brescia Calcio. Bei Erstligaabsteiger AC Perugia wurde Gustavo Giagnoni im Sommer 1981 neuer Trainer und verpasste mit dem Verein den direkten Wiederaufstieg. In der Saison 1982/83 arbeitete Giagnoni für den Erstligisten Cagliari Calcio. Am Saisonende musste mit einem Punkt Rückstand auf den ersten Nichtabstiegsplatz der Gang in die Serie B angetreten werden, woraufhin sich Verein und Trainer trennten. 1983/84 folgte mit der SSC Palermo der nächste Abstieg, diesmal von der Serie B in die Serie C1.
Erst 1986 kehrte Gustavo Giagnoni wieder auf eine Trainerbank zurück. Mit Cagliari Calcio musste er erneut den Abstieg aus der Serie B hinnehmen, allerdings auch bedingt durch einen Punktabzug. Nach acht Spieltagen der Serie B 1990/91 wurde Gustavo Giagnoni bei der US Cremonese Nachfolger von Tarcisio Burgnich und führte die Mannschaft am Saisonende überraschend noch zum Aufstieg in die Serie A. Dort musste man aber mit nur zwanzig erzielten Punkten den direkten Wiederabstieg hinnehmen. Im Sommer 1992 kehrte Giagnoni zur AC Mantova zurück, der mittlerweile in der viertklassigen Serie C2 spielte. Als Technischer Direktor war er noch einmal am Aufstieg der Mannschaft in die Serie C1 beteiligt. Danach arbeitete er nicht wieder als Trainer.

## Erfolge

### Als Spieler
- Aufstieg in die Serie A: 2×

1960/61 und 1965/66 mit der AC Mantova
- Serie C: 1×

1958/59 mit Ozo Mantova
- Campionato Interregionale: 1×

1957/58 mit Ozo Mantova
- IV Serie: 1×

1955/56 mit der AC Reggiana

### Als Trainer
- Aufstieg in die Serie A: 2×

1970/71 mit der AC Mantova
1990/91 mit der US Cremonese
- Serie C2: 1×

1992/93 mit der AC Mantova